# Lovis Homberger
Lovis Homberger (* 11. Februar 2004) ist ein deutscher Volleyballspieler.

## Karriere
Homberger begann seine Karriere mit 11 Jahren bei der FT 1844 Freiburg. 2020 wechselte er zu den Volley YoungStars, dem Nachwuchs des VfB Friedrichshafen in die 2. Bundesliga Süd, wo er zwei Jahre spielte. Nach seinem Abitur an dem Volleyball-Internat wechselte Homberger zum Nachwuchsteam VC Olympia Berlin. Jugendmeisterschaften spielte er jedoch weiterhin für seinen Heimatverein FT Freiburg.
In der Saison 2023/24 war er mit einem Doppelspielrecht für den VC Olympia in der zweiten Liga und für den Erstligisten Netzhoppers Königs Wusterhausen aktiv. Auch 2025/26 spielt Homberger für den Verein.